# Erepsia
Erepsia é um género botânico pertencente à família Aizoaceae.